# Chorvatské království (1102–1526)
Chorvatské království (latinsky Regnum Croatiae, chorvatsky Kraljevina Hrvatska nebo Hrvatsko kraljevstvo, Hrvatska zemlja) byl státní útvar Chorvatů (dědičná monarchie) na březích Jaderského moře, který byl v letech 1102–1526 spojený s Uherským královstvím v personální unii. Chorvatské království bylo v roce 1102 ovládnuto uherským králem Kolomanem, takto se zrodila dlouhotrvající unie Uherska a Chorvatska. Tento uherský panovník se nechal téhož roku korunovat v Biogradu na „krále chorvatského a dalmátského“, čímž mimo jiné formálně rozšířil název království o Dalmácii. Takto vešlo království ve známost jako chorvatsko-dalmátské (latinsky Regnum Croatiae et Dalmatiae, chorvatsky Kraljevina Hrvatska i Dalmacija). 
Úzké vazby s Uherskem později v 19. století vyvrcholily zapojením obou celků do Zemí Koruny svatoštěpánské, ze strany Chorvatska zcela zákonně a dobrovolně.
Chorvatské království přetrvalo a definitivně zaniklo až v roce 1918, kdy se rozpadlo Rakousko-Uhersko a chorvatské země se připojily ke Státu Slovinců, Chorvatů a Srbů resp. ke království Srbů, Chorvatů a Slovinců.

## Unie s Uherským královstvím
V roce 1102 ovládl Chorvatské království uherský král Koloman, syn krále Gejzy I. Koloman nechal Uherskem znovu obsadit oblast Chorvatska a roku 1102 se korunovat na chorvatského (a dalmátského) krále, čímž došlo k připojení chorvatského území k Uhersku, avšak to vše po dohodě s vládnoucími chorvatskými rody. Takto se zákonně (a dobrovolně) Chorvatsko spojilo personální unií s Uherským královstvím (když šlo spíše o unii reálnou). Zrodila se dlouhotrvající unie Uherska a Chorvatska.

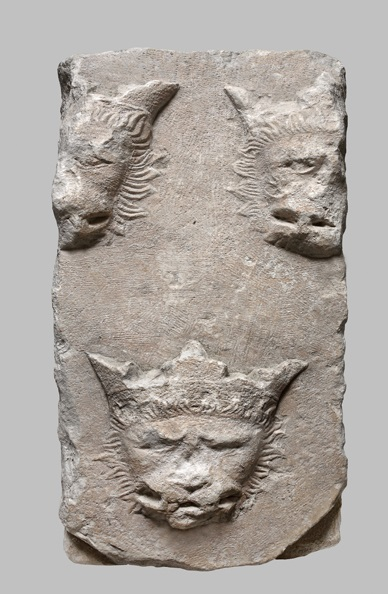
Znak Chorvatsko-dalmátského království

Dalmácie byla v té době kontrolována Byzantskou říší, od roku 1409 Benátskou republikou. Na jihu Dalmácie od 14. století existovala nezávislá Republika Dubrovník.
Po vymření dynastie Arpádovců Ondřejem III. (1290–1301) v rámci personální unie s Uherskem střídalo Chorvatsko panovníky a dynastie, takže v letech 1301–1386 vládli Anjouovci, po nich v letech 1387–1526 postupně Lucemburkové, Jagellonci, Matyáš Korvín a Jan Zápolský, který byl vzdorokrál posledního Jagellonce Ludvíka II. a nechal se králem zvolit od slavonské šlechty. Od poloviny 15. století bylo také Chorvatsko a především jeho východní část Slavonie vystaveno tureckému výboji. Mladý Ludvík Jagellonský ovšem zahynul v bitvě u Moháče a uhersko-chorvatské soustátí se opět ocitlo bez panovníka a dynastie.

## Symbolika

znak:
„Ilyrský“ znak je považován za nejstarší známý symbol Chorvatska
14.–15. století, znak Chorvatského království, později užíván jako znak Dalmácie
16. století, znak se objevil poprvé již roku 1495, ale oficiálně se začal používat až od roku 1526

prapory:
v Knize všech království prezentuje zemi vlajka se znakem Frankopanů
prapor chorvatského oddílu v bitvě u Varny, 1444
prapor chorvatského oddílu v bitvě u Varny, 1444